# Jerzy Tocki
Jerzy Tocki (ur. 12 marca 1944 w Lesku; zm. 11 listopada 2006 w Rzeszowie) – polski matematyk, specjalizujący się w dydaktyce matematyki; nauczyciel akademicki związany z uczelniami w Rzeszowie, Tarnobrzegu i Chełmie.

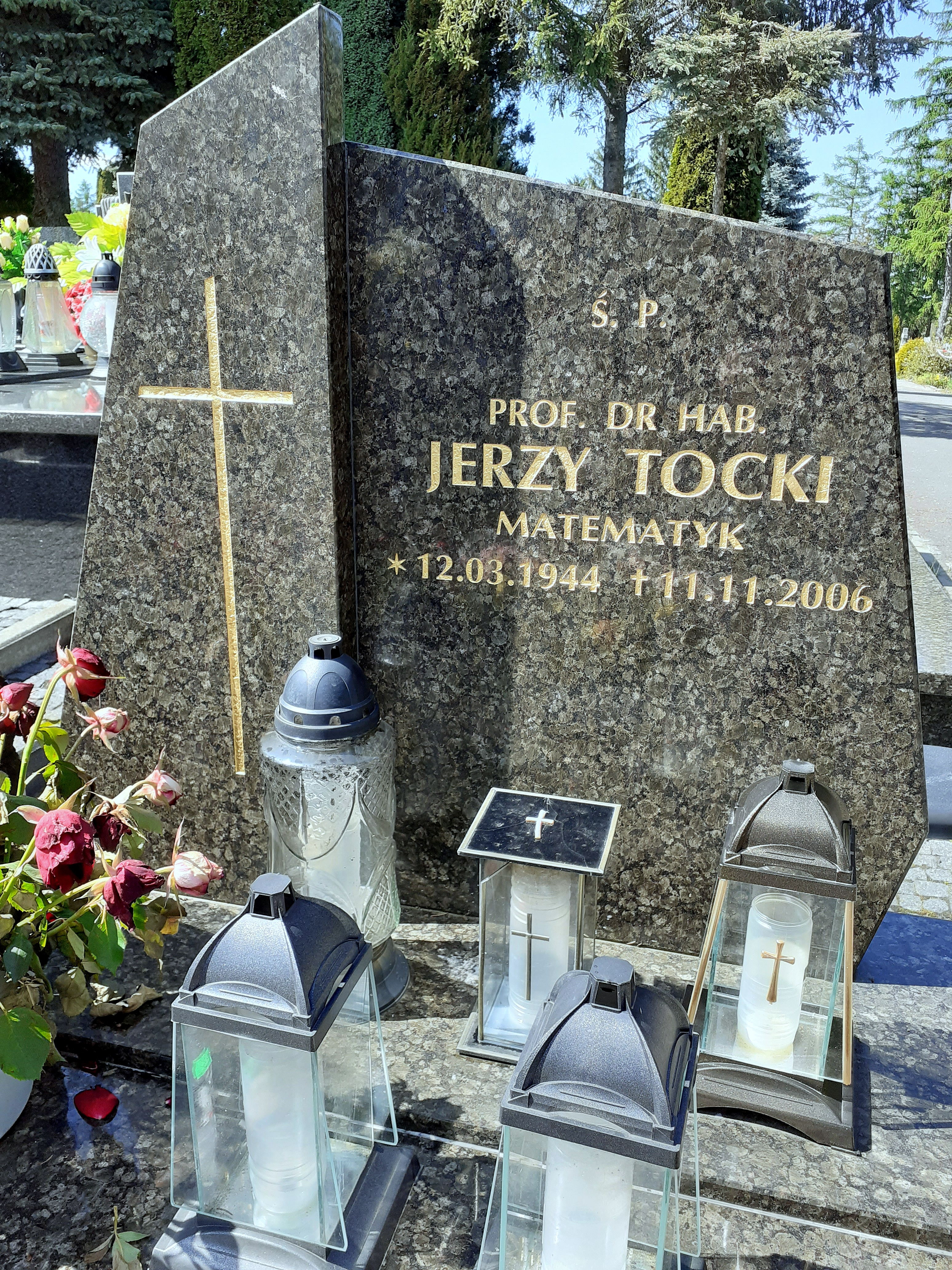
Nagrobek Jerzego Tockiego

## Życiorys
Po ukończeniu szkoły podstawowej, został absolwentem Liceum Ogólnokształcącego w Lesku w 1962. Podjął studia w Wyższej Szkole Pedagogicznej w Rzeszowie na kierunku matematyka, uzyskując w 1970 roku tytuł magistra. Jeszcze podczas studiów podjął w 1965 roku pracę jako nauczyciel w szkole w Hańczowej, a następnie uczył matematyki od 1972 roku w Zespole Szkół Zawodowych w rodzinnym Lesku, gdzie pełnił także funkcję dyrektora tej placówki.
W 1975 roku związał się zawodowo ze swoją macierzystą uczelnią, zostając asystentem w Katedrze Matematyki, przekształconej następnie w Instytut Matematyki w 1981 roku. W 1984 roku uzyskał stopień naukowy doktora nauk matematycznych w Wyższej Szkole Pedagogicznej w Krakowie. Wraz z nowym tytułem otrzymał stanowisko adiunkta, a w rok po otrzymaniu w 1993 roku stopnia naukowego doktora habilitowanego na Uniwersytecie Moskiewskim stanowisko profesora nadzwyczajnego.
Na rzeszowskiej uczelni poza działalnością naukowo-dydaktyczną pełnił wiele ważnych funkcji organizacyjnych. Od 1994 roku był kierownikiem Zakładu Dydaktyki, a w 1999 roku został dziekanem Wydziału Matematyczno-Przyrodniczego. W trakcie jego rządów na wydziale Wyższa Szkoła Pedagogiczna została w 2001 roku przekształcona w Uniwersytet Rzeszowski.
Od 1965 roku był aktywnym członkiem Związku Nauczycielstwa Polskiego, a od 1980 roku również Polskiego Towarzystwo Matematycznego. Wykładał także jako profesor w Państwowej Wyższej Szkole Zawodowej im. prof. Stanisława Tarnowskiego w Tarnobrzegu oraz w Instytucie Matematyki i Informatyki Państwowej Wyższej Szkole Zawodowej w Chełmie.
Zmarł nagle w 2006 roku. Został pochowany na cmentarzu Wilkowyja w Rzeszowie.

## Dorobek naukowy i odznaczenia
Zainteresowania naukowe Jerzego Tockiego koncentrowały się wokół zagadnień związanych z myśleniem i językiem matematycznym uczniów, kształceniem matematyczne w szkole średniej, a także kształcenie nauczycieli matematyki. Był autorem lub współautorem łącznie 52 publikacji naukowych, w tym 2 monografie, 1 podręcznik i 49 artykułów. Do najważniejszych jego prac należą:
- Dedukcja lokalna w nauczaniu geometrii w szkole średniej. Problemy i propozycje, Rzeszów 1992.
- Struktura procesu kształcenia matematycznego, część 1, Rzeszów 2000.
- Podstawy matematyk dla ekonomistów, Tarnobrzeg 2004.

Za swoją działalność naukową, dydaktyczną i organizacyjną otrzymał liczne wyróżnienia, nagrody i odznaczenia, spośród których do najważniejszych należy zaliczyć: Złoty Krzyż Zasługi (1986), Krzyż Kawalerski Orderu Odrodzenia Polski (2000) oraz Medal Komisji Edukacji Narodowej (2006).